# Mañaga
Mañaga es el nombre de una variedad cultivar de manzano (Malus domestica). Esta manzana está cultivada en la colección de la Estación Experimental Aula Dei (Zaragoza) con nº de accesión "469". También está cultivada en la colección del Banco de Germoplasma del manzano de la Universidad Pública de Navarra con el Nº BGM282 de ejemplares procedentes de esquejes localizados en Guipúzcoa. Esta manzana es originaria de Monzón, Provincia de Huesca, Aragón.

## Sinónimos
- "Poma Manyaga",
- "Mañaga",[8]
- "Manzana Mañaga",[9]
- "Manzana Manyaga",[10][11]
- "Manyaga Sagarra".

## Historia
'Mañaga' es de origen desconocido, se la considera autóctona de Monzón, Provincia de Huesca, de la comunidad autónoma de Aragón.
'Mañaga' está considerada incluida en las variedades locales autóctonas muy antiguas, cuyo cultivo se centraba en comarcas muy definidas. Se caracterizaban por su buena adaptación a sus ecosistemas y podrían tener interés genético en virtud de su adaptación. Se encontraban diseminadas por todas las regiones fruteras españolas, aunque eran especialmente frecuentes en la España húmeda. Estas se podían clasificar en dos subgrupos: de mesa y de sidra (aunque algunas tenían aptitud mixta).
'Mañagca' es una variedad clasificada como de mesa; difundido su cultivo en el pasado por los viveros comerciales y cuyo cultivo en la actualidad se ha reducido a huertos familiares y jardines privados.

## Características
El manzano de la variedad 'Mañaga' tiene un vigor elevado. El árbol tiene tamaño pequeño y porte erguido, con tendencia a ramificar media, con hábitos de fructificación ramificados.
Época de floración media, con una duración de la floración media. Incompatibilidad de alelos S2 S10 S?.
Las hojas tienen una longitud del limbo de tamaño medio, con color verde oscuro, pubescencia presente, con la superficie poco brillante. Forma de las estípulas es filiforme. Forma del limbo es biojival, con denticulación del borde del limbo serrado, con la forma del ápice del limbo apiculado y la forma de la base del limbo puntiagudo. Con longitud del peciolo medio.
Sus flores tienen una longitud de los pétalos media, disposición de los pétalos tangentes entre sí, con el color de la flor cerrada rosa claro y el color de la flor abierta blanco.
La variedad de manzana 'Mañaga' tiene un fruto de tamaño pequeño, de forma elipsoidal, con colorde fondo verde, sobre color ausente, con grosor de pedúnculo fino, profundidad cavidad pedúncular pequeña, profundidad de la cavidad calicina pequeña, apertura del ojo cerrado, color de la carne blanca, acidez débil, azúcar medio, firmeza de la carne media. Sensibilidad al "russeting" (pardeamiento áspero superficial que presentan algunas variedades) no presente. Con lenticelas de tamaño mediano.
Época de maduración y recolección extremadamente tardía.

## Susceptibilidades
- Oidio: susceptible
- Moteado: susceptible
- Fuego bacteriano: poco susceptible
- Carpocapsa: no presenta
- Pulgón verde: susceptible
- Araña roja: susceptible.[5]